# تپه نیله سفید
تپه نیله سفید مربوط به دوره هخامنشی - دوره اشکانیان - سدهٔ ۷ ه‍.ق است و در شهرستان دورود، بخش سیلاخور، دهستان چالانچولان، ۱/۳ کیلومتری جنوب غربی روستای نیله سفید واقع شده و این اثر در تاریخ ۱۳ آبان ۱۳۸۶ با شمارهٔ ثبت ۱۹۸۱۹ به‌عنوان یکی از آثار ملی ایران به ثبت رسیده‌است.